# 奚和朔奴
奚 和朔奴（けい かさくど、生没年不詳）は、遼（契丹）の軍人。字は籌寧。

## 経歴
奚の可汗の末裔にあたる。保寧年間、奚六部長となった。
統和初年、睿智皇太后が称制すると、耶律休哥が南方の軍事を統轄し、和朔奴はその下で南面行軍副部署となった。統和4年（986年）、北宋の曹彬・米信らが燕雲十六州奪回のために進攻してくると、和朔奴は耶律休哥の下で宋軍を燕南で撃破した。凱旋した後、李浩を冤罪で死にいたらしめた責任を問われたが、聖宗は和朔奴の功績のため罪を許した。統和6年（988年）冬、南征に参加し、奚六部の軍を率いて別道から進撃し、宋軍を狼山で撃破した。
統和8年（990年）、奚六部の常袞の職掌を旧制に戻すよう上表して、聖宗に容れられた。
統和13年（995年）秋、都部署に転じ、兀惹を攻撃した。鉄驪に駐屯して馬を肥えさせること数カ月、兀惹城に進軍した。拙速な攻撃を仕掛けて降伏者を許さなかったため、城中の兀惹軍は団結して死戦した。和朔奴は陥落させることができないと知ると、副部署の蕭恒徳の提案に従って東南に向かい、高麗の北境をめぐって帰還した。糧食の補給が続かず、多くの兵馬を死傷させた。統和14年（996年）、封爵を下げられた。
子の奚烏也は、郎君班詳穏となった。

## 伝記資料
- 『遼史』巻85 列伝第15